# 7 Taças
7 Taças é um selo de música gospel brasileira pertencente ao artista Pregador Luo.
Foi anteriormente uma gravadora independente que lançava os títulos do Apocalipse 16, depois passou a lançar nomes da música cristã como Lito Atalaia, Luciano Claw e Professor Pablo, e posteriormente voltou a ser exclusiva do grupo APC 16. Também ficou um tempo sendo distribuído pela gravadora Aliança Produções. Era conhecida como banca 7 Taças e também 7T.
Com a dissolução da banda, Luo seguiu exclusivamente em carreira solo a partir de 2012, desde então sendo o único a permanecer utilizando a marca. No fim de seus videoclipes no canal vevo, por exemplo, são veiculadas as identidades visuais do artista, da gravadora Universal Music Christian Group, e do selo 7 Taças.
O nome vem da referência ao mesmo texto bíblico que levava o nome da extinta banda: Apocalipse 16.

## Artistas
- Apocalipse 16
- Pregador Luo

## Discografia 7 Taças
Álbuns:
Com Pregador Luo:
- 2003: RevoLUOção (duplo)
- 2008: Música de Guerra - 1ª Missão

Com Apocalipse 16
- 1998: Arrependa-se
- 2000: 2ª Vinda, A Cura
- 2001: Antigas Idéias, Novos Adeptos
- 2005: D’Alma
- 2006: 10 Anos – Edição Comemorativa
- 2006: Apocalipse 16 e Templo Soul
- 2006: Ao Vivo
- 2007: Apocalipse 16 e Pregador Luo apresentam 7T-SP
- 2010: Árvore de Bons Frutos - Ao Vivo

Com Lito Atalaia:
- 2002:  Levanta e Anda

Com Professor Pablo:
- 2002: Estratégia

DVD
- 2006: Apocalipse 16 – Ao Vivo

Projetos Paralelos:
- 2006: Apocalipse 16 e Templo Soul (CD)

## Prêmios
| Ano  | Prêmio       | Categoria        | Ref   |
| ---- | ------------ | ---------------- | ----- |
| 2002 | Prêmio Hutúz | Melhor Gravadora | [ 2 ] |